# Pappophoreae
Pappophoreae é uma tribo da subfamília Chloridoideae.

## Gêneros

### *Referência:GRIN Taxonomy for Plants USDA
Cottea - Enneapogon - Kaokochloa - Pappophorum - Schmidtia

### *Referência:Taxonomy Browser NCBI
Cottea, Enneapogon,  Pappophorum, Schmidtia